# مخطط تفصيلي للتمرينات الرياضية

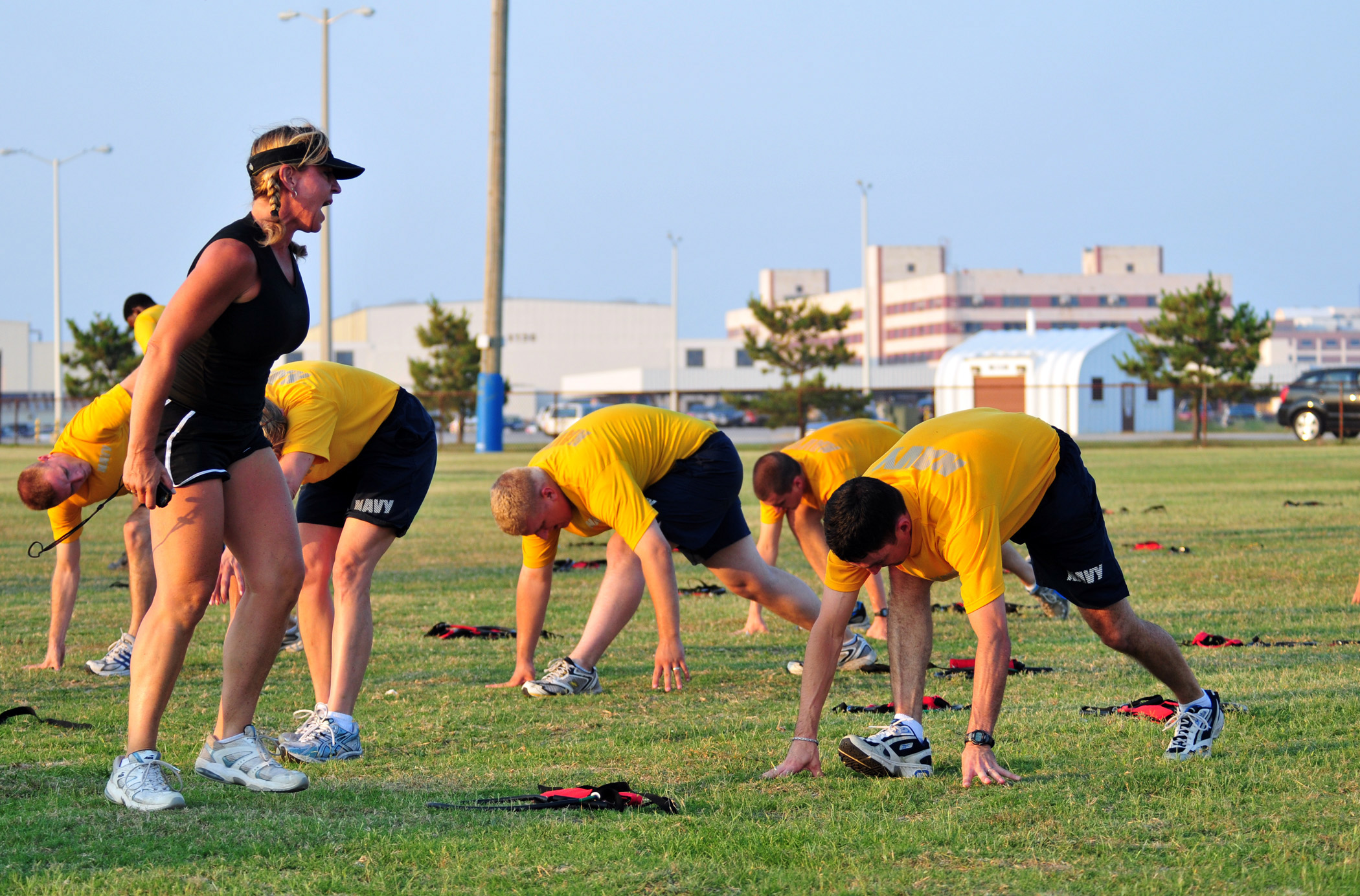

يتم عرض المخطط التفصيلي التالي لتوفير نظرة عامة وإرشاد موضوعي لممارسة التمرينات الرياضية:
إن التمرينات الرياضية هي أي نشاط جسدي يساعد في تحسين اللياقة البدنية والصحة العامة والعافية أو المحافظة عليها. وتتم ممارسة التمرينات الرياضية لأسباب عدة بما في ذلك تقوية العضلات والجهاز القلبي الوعائي أو صقل المهارات الرياضية أو فقدان الوزن أو المحافظة على الصحة، إضافة إلى الاستمتاع بتلك التمرينات. وتعمل ممارسة التمرينات الرياضية بشكل دوري ومنتظم على تقوية الجهاز المناعي، كما تساعد في الحماية من «أمراض الثراء» مثل أمراض القلب والأمراض القلبية الوعائية وسكري النمط الثاني والسمنة.

## الفوائد الصحية
- الاكتئاب -
- الإجهاد -
- السيطرة على الغضب -
- أمراض القلب -
- ارتفاع ضغط الدم -
- السمنة -
- سكري النمط الثاني -

## العناصر
- الرشاقة
- المرونة
- القوة
- السرعة
- الدقة
- التوازن
- القدرة على الاحتمال
- الطاقة
- التناسق
- التحمل

## مصطلحات
- التكرارات -
- المجموعات -
- التدريب -
- الإحماء -
- التمزق -
- عضلي -
- استعادة العافية -

غذائية
- تركيبة غذائية -
- مكملات غذائية -
- بروتين -
- بروتين مصل اللبن -
- مشروب الطاقة -
- الوجبات الخفيفة -
- حمض أميني -
- الكرياتين
- فيتامين ب2
- فيتامين ب6
- فيتامين ب12

بيولوجية
- عضلة -
- أنسجة العضلات -
- الألياف العضلية -
- مفصل -
- وتر -

## الإصابات الطبية
- ضربة الشمس
- تقلص العضلات
- الالتواء
- الإجهاد
- تمزق الأوتار

مصطلحات ذات صلة
- الترطيب
- الألم
- استخدام الأسطوانة الدائرية
- التدليك
- الفرد

## أنواع التمارين
التمرينات الهوائية -
- ركوب الدراجات
- السباحة
- المشي

التمارين اللاهوائية -
- التدريب اللامركزي
- التدريب الوظيفي
- تدريبات الوزن
- السباق (العدو)
- تدريبات القوة
- التمارين الرياضية الهوائية
- بناء الأجسام
- ألعاب الجمباز
  - تمارين الضغط
- تدريبات المصارعة
- السير لمسافات طويلة
- القفز على الحبال
- العلاج الفيزيائي
- تمارين البيلاتس
- العدو
- الرياضة
  - تدريبات الارتفاع
  - تدريبات الملاكمة
  - التدريبات المعقدة
  - التدريب المتقاطع
  - تدريبات قوة القبض
  - التدريب المتقطع
  - المشي ببطء لمسافات طويلة
  - تدريبات الوزن
    - تدريبات المقاومة
    - تدريبات القصور
- التمرينات الرياضية
- اليوجا

## تاريخ التمرينات الرياضية
- تاريخ التمارين الهوائية
- تاريخ بناء الأجسام

## أجهزة التمرينات الرياضية

### التقليدية
- الدمبل
- أداة رفع الأثقال
- الكرة الحديدية
- جهاز الجري
- حقيبة الملاكمة
- القضيب المعدني
- المقعد

### أخرى
- جهاز تمارين البطن
- القرص الهوائي
- كرة تدفق الهواء
- كرة التدريب على التوازن
- لوح التوازن
- كرات باودينج
- الدراجة
- جهاز مراقبة تمارين العظام
- بووفليكس
- أكياس الرمل البلغارية
- جهاز بول وركر
- العجلة الثلاثية كارفا
- مواصفات الاتصال لمعدات اللياقة البدنية
- أجهزة Cybex International
- جهاز الدراجة لبناء الأجسام
- جهاز التمارين الرياضية
- كرة التمارين الرياضية
- أجهزة Exertris
- مضمار اللياقة
- جهاز جاليليو
- دراجة اللعب
- أحذية القفز
- جهاز تمارين القبض
- جهاز الألعاب الرياضية
- جهاز مراقبة معدل نبضات القلب
- المعدات الرياضية الهيدروليكية
- أجهزة شركة ICON Health & Fitness
- جهاز التجديف الرياضي
- جهاز التمارين الرياضية المعكوسة
- ملاخامب (لعبة رياضية هندية)
- الكرة الطبية
- جهاز نورديك تراك (NordicTrack)
- لعبة الدراجات على الحاسوب
- جهاز عد الخطى
- رقص البولى (الرقص على قضيب)
- جهاز رفع الركبة
- جهاز باور بلايت
- جهاز نطاق الحركة
- أشرطة المقاومة
- جهاز الكرسي الروماني
- جهاز روبرفكت للتجديف الرياضي
- جهاز لعبة الرجبي
- اللوح المنحدر
- جهاز صولوفلكس
- جهاز صعود السلالم ستريماستر
- جهاز الدراجة الثابتة
- جهاز الفخذين ثايماستر
- جهاز توتال جيم
- جهاز الجري
  - مقعد جهاز الجري
  - جهاز الجري المزود بنظام عزل الاهتزاز
  - محطة جهاز الجري
- جهاز التدريبات للمقعدين
- لوح التوازن
- جهاز تقوية الرسغ

### جهاز رفع الأثقال
- أداة رفع الأثقال
- مقعد (تمارين رفع الأثقال)
- بووفليكس
- أكياس الرمل البلغارية
- جهاز الكابل لممارسة تمارين الوزن
- جهاز كابتنز لتمارين قبضة اليد
- كرات كلوبيلز
- القضبان المائلة
- الدمبل
- هالتيرز (اليونان القديمة)
- الأندية الهندية
- الحلقات الحديدية
- جهاز IronMind
- شركة Ivanko Barbell (لتصنيع أجهزة اللياقة البدنية)
- الكرة الحديدية
- الضغط بالسيقان
- قفص القوة
- كرة Shake Weight
- جهاز سميث
- جهاز صولوفلكس
- جهاز توتال جيم
- قضيب تراب
- أجهزة الجيم العالمية
- جهاز الأثقال
- قضيب الكرة York Barbell

## فسيولوجيا التمرينات الرياضية
- التمارين الهوائية
- التمارين اللاهوائية
- الغثيان المحفز بالتمرينات الرياضية
- تمارين قبضة اليد
- تضخم العضلات
- الشد
- فترة ما بعد التدريب
- الإحماء
- تمارين إنقاص الوزن
- تمارين فقدان الوزن

### مراقبة الحالة الصحية
- نسبة الدهون في الجسم
- ضغط الدم
- معدل ضربات القلب
- معدل النبض
- معدل التنفس

## مفاهيم متنوعة
- المدرب الخاص
- الملابس المثقلة

## شخصيات بارزة أثرت في تاريخ اللياقة البدنية
- روجر بانيستر (Roger Bannister)
- لانس أرمسترونج (Lance Armstrong)
- جون باسيدو (John Basedow)
- روبن لاندز (Robyn Landis)
- جوزيف بلاتس (Joseph Pilates)
- سوزان بوتر (Susan Powter)
- أرنولد شوارزينجر (Arnold Schwarzenegger)
- جاك لالينى (Jack LaLanne)

## القوائم
- قائمة معدات التمرينات الرياضية إضافة صورة
- قائمة تمارين الأثقال

## وصلات خارجية
- يتم عرض هذا المخطط التفصيلي كخريطة تفصيلية  على wikimindmap.com
- Yahoo! Health
- Alberta Centre for Active Living Physical Activity @ Work website
- American College of Sports Medicine website